# نوجة دة
نوجة دة هي قرية في مقاطعة شبستر، إيران. عدد سكان هذه القرية هو 566 في سنة 2006.